# Observatorio Astronómico de La Sagra
Das Observatorio Astronómico de La Sagra (OLS, IAU-Code L98) ist eine spanische Sternwarte in der Nähe der Stadt Puebla de Don Fadrique in der Provinz Granada.
Das Observatorium befindet sich in 1.530 m Höhe über dem Meeresspiegel auf dem Sierra de La Sagra. Die Sternwarte ist in Privatbesitz und wird in Kooperation eines benachbarten Hotels mit dem Instituto de Astrofísica de Andalucía (IAA; deutsch: Institut für Astrophysik in Andalusien) und dem Consejo Superior de Investigaciones Científicas (CSIC; deutsch: Oberste Rat für wissenschaftliche Forschung) betrieben. Es wurde am 14. Juni 2004 eingeweiht. Standortvorteile sind geringe Lichtverschmutzung, gute Wetterbedingungen und geringe Luftfeuchtigkeit.
Die vier Robotik-Teleskope werden vom Observatorio Astronómico de Mallorca (OAM) aus ferngesteuert. Die Fernsteuerung via Internet ist aber auch anderen mit Zugriffsberechtigung möglich. Die Sternwarte wird insbesondere für die Suche nach  Kleinkörpern im Sonnensystem, wie Asteroiden und Kometen, genutzt. Dies geschieht im Zuge des La Sagra Sky Survey (LSSS). Als erster Asteroid wurde am 19. September 2006 (185101) 2006 SX19 entdeckt. Der erste Komet wurde 2009 mit 279P/La Sagra entdeckt.

## Entdeckungen
Folgende am Observatorio Astronómico de La Sagra entdeckte Asteroiden wurden bereits benannt:
| Name                   | Entdeckt           | Benannt nach                                                                                                 |
| ---------------------- | ------------------ | --- |
| (185164) Ingeburgherz  | 27. September 2006 | Ingeburg Herz (1920–2015), deutsche Unternehmerin und Gründerin der Max und Ingeburg Herz Stiftung           |
| (216295) Menorca       | 11. Juni 2007      | Insel Menorca                                                                                                |
| (424200) Tonicelia     | 12. Juli 2007      | Antonio Celia Miro (* 1969), spanischer Softwareentwickler und Amateurastronom                               |
| (304788) Cresques      | 13. Juli 2007      | Abraham Cresques (1325–1387), erstellte als Kartograf den Katalanischen Weltatlas                            |
| (266465) Andalucia     | 16. Juli 2007      | Andalusien, spanische Region, in der sich die Sternwarte befindet                                            |
| (164589) La Sagra      | 11. August 2007    | Sierra de La Sagra bzw. Observatorio Astronómico de La Sagra, (erster nummerierter Asteroid des OLS)         |
| (171458) Pepaprats     | 7. Oktober 2007    | Pepa Prats Cruz (1964–2008), verstorbene Ehefrau des Astronomen José Luis Ortiz aus dem Entdeckerteam        |
| (178267) Sarajevo      | 31. Dezember 2007  | Sarajevo, Hauptstadt von Bosnien und Herzegowina                                                             |
| (185560) Harrykroto    | 7. Januar 2008     | Sir Harold (Harry) Walter Kroto (1939–2016), erhielt 1996 den Nobelpreis für Chemie                          |
| (185638) Erwinschwab   | 1. März 2008       | Erwin Schwab (* 1964), deutscher Amateurastronom                                                             |
| (185639) Rainerkling   | 2. März 2008       | Rainer Kling (* 1952), deutscher Amateurastronom                                                             |
| (187700) Zagreb        | 2. März 2008       | kroatische Hauptstadt Zagreb                                                                                 |
| (202787) Kestecher     | 25. Juli 2008      | Natalie Kestecher (* 1961), preisgekrönte australische Radio Produzentin                                     |
| (236988) Robberto      | 25. August 2008    | Massimo Robberto (* 1958), Astronom am Space Telescope Science Institute                                     |
| (236987) Deustua       | 26. August 2008    | Susana E. Deustua (* 1961), Astronomin am Space Telescope Science Institute                                  |
| (212981) Majalitović   | 14. Februar 2009   | Maja Litović Crnić (* 1958), kroatische Geschichtslehrerin und Amateurastronomin                             |
| (257336) Noeliasanchez | 4. Mai 2009        | Noelia Sanchez (* 1975), Mitgründerin der Firma Deimos Imaging, die z. B. Deimos-1 betreibt                  |
| (257371) Miguelbello   | 14. August 2009    | Miguel Bello (* 1961), Gründer und CEO der Firma Deimos Imaging; war u. a. beteiligt an Giotto und Rosetta   |
| (362911) Miguelhurtado | 29. August 2009    | Miguel Hurtado (* 1978), La Sagra Teammitglied                                                               |
| (332733) Drolshagen    | 21. September 2009 | Gerhard Drolshagen (* 1953), Co-Manager des Space Situational Awareness Teams for Near Earth Objects der ESA |
| (228180) Puertollano   | 11. Oktober 2009   | Puertollano, spanische Stadt                                                                                 |
| (353595) Grancanaria   | 4. Oktober 2011    | Insel Gran Canaria                                                                                           |
| (367943) Duende        | 23. Februar 2012   | Duendes sind Kobolde der spanischen Mythologie, die meist in Kinderzimmerwänden leben                        |

Folgende Kometen wurden durch das Observatorio Astronómico de La Sagra entdeckt:
| IAU-Name      | Vorläufige Bezeichnung | Entdeckt           |
| ------------- | ---------------------- | ------------------ |
| 279P/La Sagra | P/2009 QG31            | 19. August 2009    |
| N.N.          | P/2009 T2              | 12. Oktober 2009   |
| 233P/La Sagra | P/2009 WJ50            | 19. November 2009  |
| 324P/La Sagra | P/2010 R2              | 13. August 2010    |
| N.N.          | C/2012 B3              | 29. Januar 2012    |
| N.N.          | P/2012 NJ              | 13. Juli 2012      |
| N.N.          | P/2012 S2              | 23. September 2012 |
| N.N.          | C/2013 H1              | 19. April 2013     |